# Jaime La Torre
Jaime Enrique La Torre Vásquez (Iquitos, 11 de agosto de 1986) es un exfutbolista peruano. Jugaba de delantero y tiene 38 años. 

## Trayectoria
En el 2005 se marchó a Perú para jugar por Universitario de Deportes, jugó al lado del portero peruano José Carvallo, quien fue mundialista en la Copa Mundial de Fútbol de 2018.
En 2009, no fichó por ningún equipo por estar lesionado. A inicios del año siguiente iba a reforzar al Cienciano del Cuzco, pero una lesión en el tobillo le impidió quedarse en el cuadro incaico. En 2011, fue contratado por el Cobresol de Moquegua.

## Clubes
| Club                      | País    | Año         |
| ------------------------- | ------- | ----------- |
| Unión de Campeones        | Perú    | 2004        |
| Universitario de Deportes | Perú    | 2005        |
| Unión Huaral              | Perú    | 2005-2006   |
| Total Clean               | Perú    | 2007        |
| Universitario de Deportes | Perú    | 2007        |
| Deportivo Municipal       | Perú    | 2007        |
| Sport Boys                | Perú    | 2008        |
| FC Steaua București       | Rumania | 2009        |
| Cobresol                  | Perú    | 2011 - 2012 |
| Inti Gas Deportes         | Perú    | 2013        |